# 福井県道20号三国春江線
福井県道20号三国春江線（ふくいけんどう20ごう みくにはるえせん）は、福井県坂井市を通る県道（主要地方道）である。

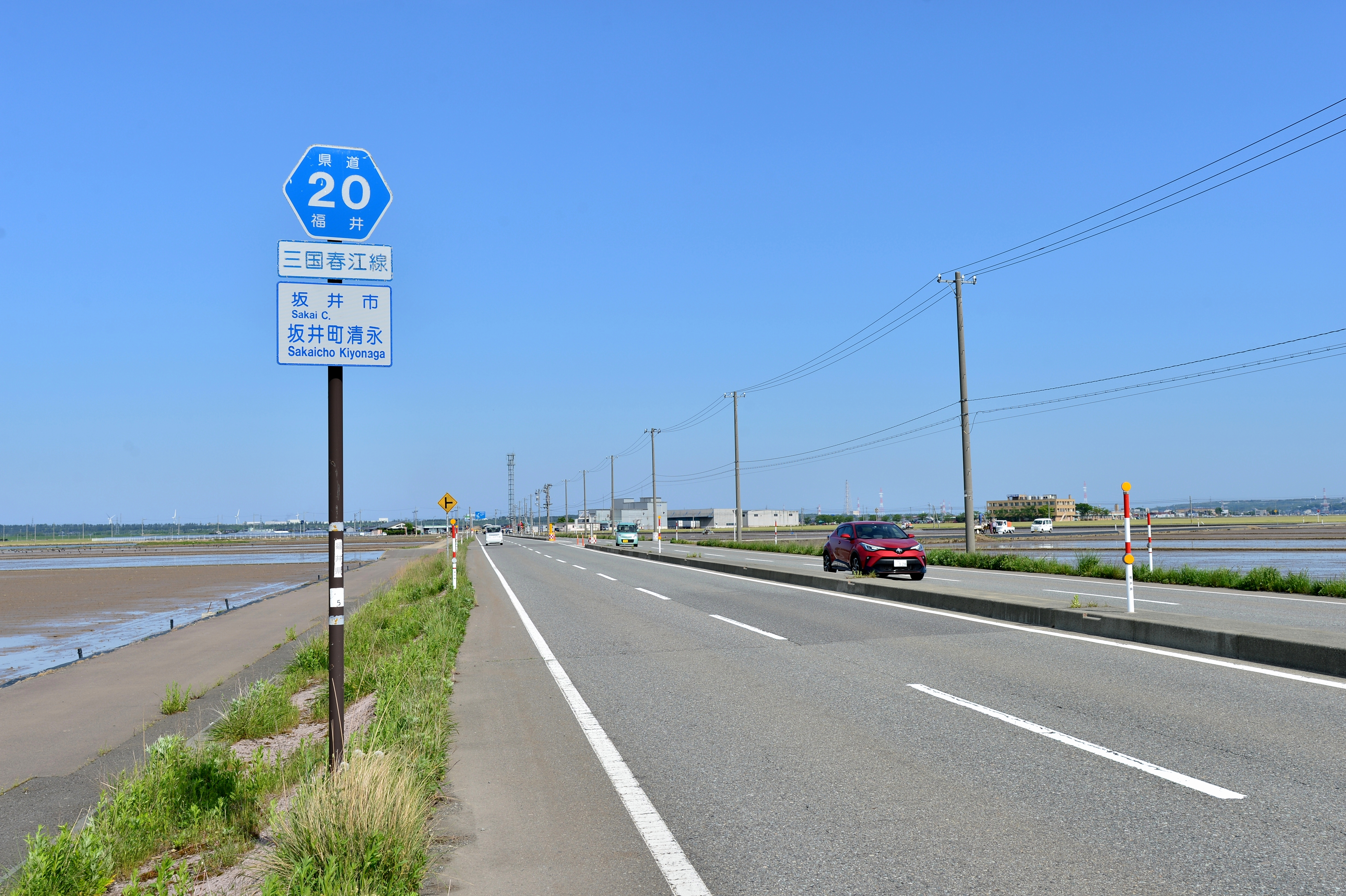
福井県道20号三国春江線
坂井市坂井町清永（2022年5月）

## 概要
日本海岸の福井臨海工業地帯（テクノポート福井）と内陸部にある北陸自動車道丸岡ICを連絡する目的で計画、整備された道路である。

### 路線データ
- 起点：福井県坂井市三国町山岸（国道305号交点）
- 終点：福井県坂井市春江町西長田（福井県道5号福井加賀線交点）

## 歴史
- 1993年（平成5年）5月11日 - 建設省から、県道三国春江線が三国春江線として主要地方道に指定される[1]。

## 路線状況

### 重複区間
- 福井県道106号三国丸岡停車場線（坂井市三国町池見 -坂井市坂井町折戸）
- 福井県道5号福井加賀線（坂井市春江町西長田 地内）

## 地理

### 通過する自治体
- 坂井市

### 交差する道路
- 国道305号（国道365号重複）（坂井市三国町山岸・山岸第2交差点、起点）
- 福井県道156号佐野山岸線（坂井市三国町下野・下野交差点）
- 福井県道103号福井三国線（坂井市三国町池見・池見口交差点）
- 福井県道106号三国丸岡停車場線（坂井市三国町池見・池見口交差点 - 同市坂井町折戸・折戸交差点で重複）
- 福井県道5号福井加賀線（坂井市春江町西長田・西長田第2交差点 - 同・西長田交差点、終点で重複）
- 福井県道10号丸岡川西線（坂井市春江町西長田・西長田交差点、終点）

なお直接接続ではないが、起点から本路線と逆方向へ向かう臨港道路（福井港臨港3号道路）を経由し約200mで福井県道256号福井港線起点（坂井市三国町山岸・テクノポート福井口交差点）に達する。

### 沿線にある施設など
- 福井臨海工業地帯
- テクノポート福井総合公園
- 道の駅みくに
- 三国大橋